# Stanisław Łoza
Stanisław Łoza (1573–1639) foi um prelado católico romano que serviu como bispo auxiliar de Lutsk de 1632 a 1639 e bispo titular de Argos de 1632 a 1639.

## Biografia
Stanisław Łoza nasceu em 1573 em Łozy.  No dia 26 de Março de 1632, foi seleccionado pelo Rei da Polónia e confirmado pelo Papa Urbano VIII a 12 de Junho de 1634 como Bispo Auxiliar de Lutsk e Bispo Titular de Argos. A 4 de Março de 1635, foi consagrado bispo por Maciej Łubieński, Bispo de Włocławek, com Jerzy Tyszkiewicz, Bispo de Žemaičiai, e Andrzej Gembicki, Bispo Titular de Teodosia, servindo como co-consagradores. Serviu como Bispo Auxiliar de Lutsk até à sua morte em 1639.